# Burgasseen

Karte der Burgasseen

Die Burgasseen oder Seen von Burgas (bulgarisch Бургаски езера, Burgaski ezera) bilden eine Seenlandschaft von insgesamt 9.200 ha um Burgas in Bulgarien in unmittelbarer Nähe zum Schwarzen Meer. Sie umfasst die Seen Burgas-See, Mandra-See, Atanassow-See, Pomorie-See, das Naturschutzgebiet Poda und die Stauseen Medowo und Poroj. Die Seenlandschaft liegt an der Nord-Süd-Vogelzugroute entlang der Via Pontica und bildet einen wichtigen Schutz- und Ruheraum. Der Burgas-, Atanassow- und Pomorie-See, sowie das Naturschutzgebiet Poda sind in der Ramsar-Liste aufgenommen. Weitere Schutzgebiete in der Region sind Usungeren, Tschengene Skele, Korijata und die  Mündung des Flusses Isworska.
Im Gebiet der Burgasseen sind 317 Vogelarten nachgewiesen, was 70 Prozent der Vogelwelt Bulgariens entspricht. Davon stehen 83 Arten in Bulgarien auf der Roten Liste und über 170 Arten sind von europäischer Bedeutung. Im Naturreservat Atanassow-See ist das kleinste Säugetier der Welt anzutreffen, die Etruskerspitzmaus.

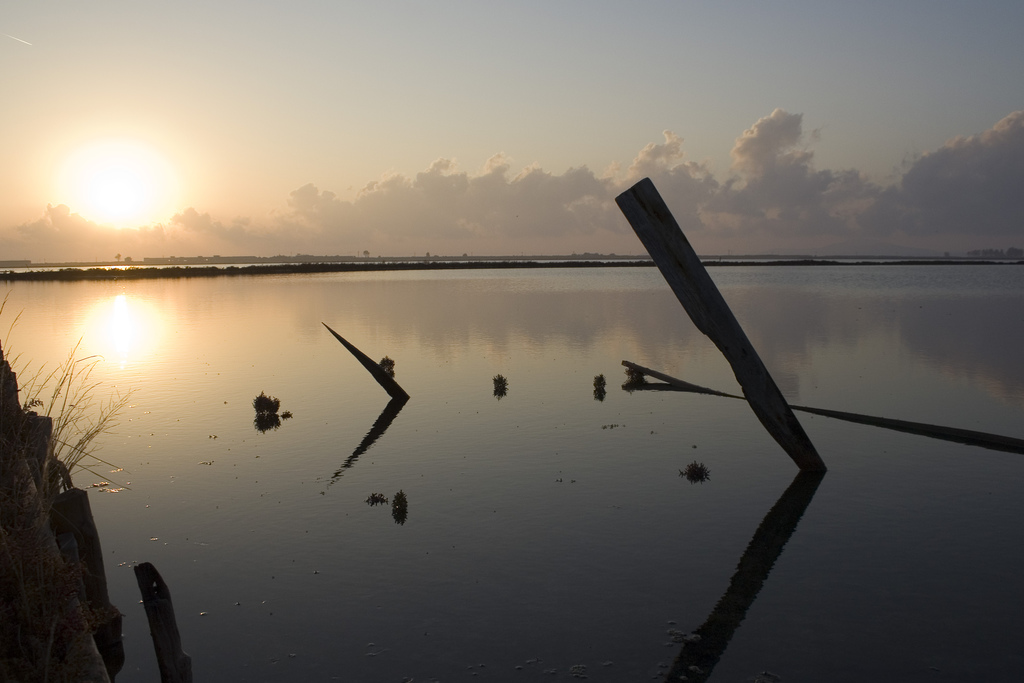
Atanassow-See
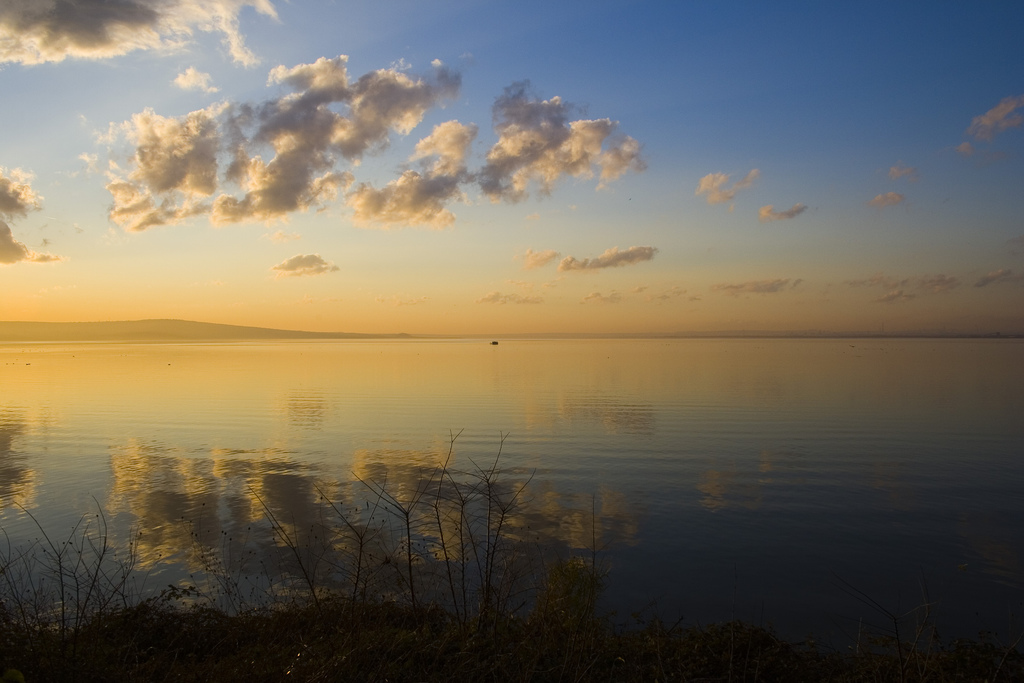
Burgas-See
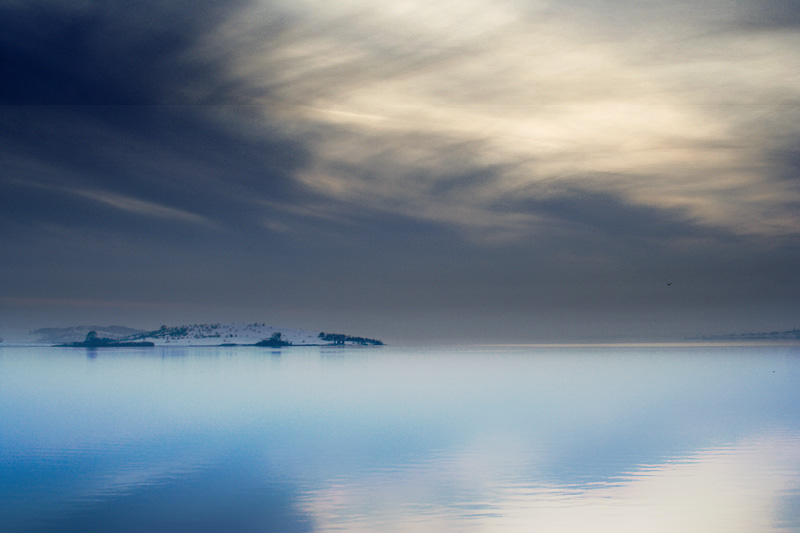
Mandra-See